# (31494) Emmafreedman
1999 CP60 (asteroide 31494) é um asteroide da cintura principal. Possui uma excentricidade de 0.19337480 e uma inclinação de 2.60706º.
Este asteroide foi descoberto no dia 12 de fevereiro de 1999, por LINEAR, em Socorro.